# Sulinkių durpynas
Sulinkių durpynas este o arie protejată (arie de protecție specială avifaunistică — SPA) din Lituania întinsă pe o suprafață de 453,62 ha, integral pe uscat.

## Localizare
Centrul sitului Sulinkių durpynas este situat la coordonatele 55°43′35″N 23°25′34″E / 55.7264°N 23.4261°E.

## Înființare
Situl Sulinkių durpynas a fost declarat arie de protecție specială avifaunistică în aprilie 2005 pentru a proteja 9 specii de animale.

## Biodiversitate
Situată în ecoregiunea boreală, aria protejată nu include niciun habitat protejat.
La baza desemnării sitului se află mai multe specii protejate de  păsări (9): acvilă țipătoare mică (Aquila pomarina), cocoșul de mesteacăn (Bonasa bonasia), buhai de baltă (Botaurus stellaris), erete de stuf (Circus aeruginosus), cocor (Grus grus), sfrâncioc roșiatic (Lanius collurio), ciocănitoare verzuie (Picus canus), cresteț cenușiu (Porzana parva), cresteț pestriț (Porzana porzana).